# Самеґава

37°2′33″ пн. ш. 140°30′35″ сх. д. / 37.04250° пн. ш. 140.50972° сх. д.
Самеґа́ва (яп. 鮫川村, さめがわむら, МФА: [samegawa muɾa]) — село в Японії, в повіті Хіґасі-Сіракава префектури Фукусіма. Станом на 1 жовтня 2008 площа села становила 131,30 км². Станом на 1 січня 2009 населення села становило 4056 осіб.